# 史格芬顿先生
《史格芬顿先生》（英語：Mr. Skeffington）是一部1944年发行的电影，主演贝蒂·戴维斯、克劳德·雷恩斯、沃尔特·艾贝尔、乔治·库鲁里斯。
贝蒂·戴维斯凭借此片再度获得奥斯卡最佳女主角奖提名，克劳德·雷恩斯则获得奥斯卡最佳男配角奖提名。